# Shakin’ Stevens
Shakin’ Stevens, także Shaky, właściwie Michael Barratt (ur. 4 marca 1948 w Ely, w Cardiff, w Walii) – walijski piosenkarz rock and rollowy, muzyki pop i autor tekstów piosenek, który zdobył największą popularność w latach 80. XX wieku.

## Życiorys
Jest najmłodszym z jedenaściorga dzieci Jacka (zm. 1972, w wieku 75 lat) i May Barratt. Jego ojciec był weteranem I wojny światowej, w 1948 roku pracował w branży handlu artykułami budowlanymi. 
7 października 1967 poślubił Carole, mają troje dzieci. Zamieszkali w Surrey.
Swoją karierę rozpoczął w latach 60. z menedżerem Paulem Barrettem i zespołem The Sunsets, który prezentował rock'n'roll lat 50. W grudniu 1969 wystąpił przed koncertem zespołu The Rolling Stones. Rok później podpisał kontrakt z firmą Parlophone, która wydała jego debiutancką płytę A Legend (1970). W 1977 Shakin’ Stevens porzucił grupę The Sunsets i wystąpił w musicalu Jacka Gooda Elvis!. Pojawiał się regularnie w programie rozrywkowym Oh Boy, gdzie wykonał piosenkę „Hot Dog”.
W 1981 jego przebój This Ole House trafił na pierwsze miejsce brytyjskiej listy przebojów, a jego album Shaky (1981) również stał się numerem jeden. W latach 80. wylansował takie hity jak You Drive Me Crazy (1981), This Ole House (1981), Oh Julie (1982), Shirley (1982), Give Me Your Heart Tonight (1982), Cry Just A Little Bit (1983), A Rockin' Good Way w duecie z Bonnie Tyler (1984), A Letter To You (1984), Breaking Up My Heart (1985), Lipstick Powder And Paint (1985), Merry Christmas Everyone (1985), Because I Love You (1986) i Come See About Me (1987). Swój hit Teardrops (1984) nagrał z gitarzystą Hankiem B. Marvinem, współpracował także z Rogerem Taylorem, Bonnie Tyler i Dave'em Edmundsem. W 1990 roku pojawił się z utworem I Might (Top 20), a dwa lata potem na UK Top 40 z piosenką Radio (1992). Odniósł sukces w Danii z płytą „A Whole Lotta Shaky” (podwójna platyna w 1994).
W maju 2007 w Danii zrealizował swój kolejny album Now Listen (pozycja nr 8 na liście przebojów). W grudniu 2007 powrócił na 22. miejsce brytyjskiej listy przebojów z przebojem Merry Christmas Everyone. Rok 2008 to festiwale: Glastonbury w Anglii, Rundfunk w Berlinie. W sierpniu 2008 wystąpił na festiwalu w Sopocie (Sopot Festival). 8 grudnia 2008 płyta „Now Listen” ukazała się oficjalnie w Polsce (Sony Music).

## Dyskografia

### Single
- 1970: Spirit Of Woodstock (wyd. Parlophone)
- 1972: Sweet Little Rock & Roller (wyd. Polydor)
- 1973: Honey Honey (wyd. Emerald)
- 1976: Jungle Rock (wyd. Mooncrest)
- 1977: Never (wyd. Track)
- 1977: Somebody Touched Me (wyd. Track) (Australia poz. 38)
- 1978: Justine (wyd. Track)
- 1978: Treat Her Right (wyd. Epic)
- 1979: Endles Sleep (wyd. Epic)
- 1979: Spooky (wyd. Epic)
- 1980: Hot Dog (wyd. Epic) (Wielka Brytania poz. 24)
- 1980: Hey Mae (wyd. Epic)
- 1980: Marie Marie (wyd. Epic) Epic (Wielka Brytania poz. 19, Niemcy poz. 19, Irlandia poz. 28)
- 1980: Shooting Gallery (wyd. Epic)
- 1981: This Ole House (wyd. Epic; Wielka Brytania poz. 1, Australia poz. 1, Nowa Zelandia poz. 3, Belgia poz. 2, Austria poz. 8, Holandia poz. 6, Niemcy poz. 5, Irlandia poz. 1, Szwajcaria poz. 4, RPA poz. 1, Finlandia poz. 13)
- 1981: You Drive Me Crazy (wyd. Epic; Wielka Brytania poz. 2, Australia poz. 1, Dania poz. 1, Austria poz. 6, Belgia poz. 6, Niemcy poz. 5, Irlandia poz. 1, Szwajcaria poz. 4, Szwecja poz. 9, Holandia poz. 5, Francja poz. 7, RPA poz. 3)
- 1981: Green Door (wyd. Epic; Wielka Brytania poz. 1, Austria poz. 8, Holandia poz. 8, Australia poz. 8, Nowa Zelandia poz. 2, Belgia poz. 7, Niemcy poz. 6, Irlandia poz. 1, Szwajcaria poz. 5, RPA poz. 4)
- 1981: It's Raining (wyd. Epic; Wielka Brytania poz. 10, Austria poz. 11, Niemcy poz. 13, Holandia poz. 8, Belgia poz. 6, Irlandia poz. 2)
- 1982: Oh Julie (wyd. Epic; Wielka Brytania poz. 1, Austria poz. 1, Niemcy poz. 2, Irlandia poz. 1, Szwajcaria poz. 1, Szwecja poz. 1, Norwegia poz. 1, Holandia poz. 6, Belgia poz. 2, Dania poz. 1, Francja poz. 12, Finlandia poz. 9)
- 1982: Shirley (wyd. Epic; Wielka Brytania poz. 6, Austria poz. 4, Niemcy poz. 7, Irlandia poz. 4, Szwajcaria poz. 4, Szwecja poz. 3, Holandia poz. 11, Belgia poz. 9)
- 1982: Give Me Your Heart Tonight (wyd. Epic; Wielka Brytania poz. 11, Austria poz. 10, Niemcy poz. 6, Irlandia poz. 5, Szwajcaria poz. 6, Szwecja poz. 19)
- 1982: I'll Be Satisfied (wyd. Epic (Wielka Brytania poz. 10, Niemcy poz. 27, Irlandia poz. 5, Belgia poz. 20)
- 1982: The Shakin’ Stevens EP (wyd. Epic; Wielka Brytania poz. 2, Irlandia poz. 2)
- 1983: It's Late (wyd. Epic; Wielka Brytania poz. 11, Niemcy poz. 18, Irlandia poz. 3, Belgia poz. 29)
- 1983: Cry Just A Little Bit (wyd. Epic; Wielka Brytania poz. 3, Dania poz. 4, Niemcy poz. 27, Irlandia poz. 2, Belgia poz. 10, Szwajcaria poz. 19, Holandia poz. 19, Australia poz. 31, USA poz. 67)
- 1984: A Rockin' Good Way – duet z Bonnie Tyler (wyd. Epic; Wielka Brytania poz. 5, Austria poz. 9, Niemcy poz. 22, Irlandia poz. 1, Holandia poz. 8, Norwegia poz. 4, Szwecja poz. 11, Szwajcaria poz. 10)
- 1984: A Love Worth Waiting For (wyd. Epic; Wielka Brytania poz. 2, Austria poz. 13, Niemcy poz. 26, Irlandia poz. 2)
- 1984: A Letter To You (wyd. Epic; Wielka Brytania poz. 10, Niemcy poz. 44, Szwajcaria poz. 21, Irlandia poz. 5)
- 1984: Teardrops (wyd. Epic; Wielka Brytania poz. 5, Austria poz. 14, Niemcy poz. 25, Irlandia poz. 4, Holandia poz. 49,)
- 1985: Breaking Up My Heart (wyd. Epic; Wielka Brytania poz. 14, Austria poz. 23, Niemcy poz. 31, Irlandia poz. 7)
- 1985: Lipstick Powder And Paint (wyd. Epic; Wielka Brytania poz. 11, Austria poz. 24, Niemcy poz. 52, Irlandia poz. 11, Szwajcaria poz. 22)
- 1985: Merry Christmas Everyone (wyd. Epic; Wielka Brytania poz. 1, Niemcy poz. 75, Irlandia poz. 3), Belgia poz. 11)
- 1986: Turning Away (wyd. Epic; Wielka Brytania poz. 15, Irlandia poz. 11), Belgia poz. 17)
- 1986: Because I Love You (wyd. Epic; Wielka Brytania poz. 14, Irlandia poz. 13), Belgia poz. 20, Norwegia poz. 10)
- 1987: A Little Boogie Woogie (In the Back of My Mind) (wyd. Epic (Wielka Brytania poz. 12, Irlandia poz. 9)
- 1987: Come See About Me (wyd. Epic; Wielka Brytania poz. 24, Irlandia poz. 15)
- 1987: What Do You Want To Make Those Eyes At Me For (wyd. Epic; Wielka Brytania poz. 5, Irlandia poz. 8, Belgia poz. 18)
- 1988: Feel The Need In Me (wyd. Epic; Wielka Brytania poz. 26, Irlandia poz. 17)
- 1988: How Many Tears Can You Hide (wyd. Epic; Wielka Brytania poz. 47)
- 1988: True Love (wyd. Epic; Wielka Brytania poz. 23)
- 1989: Jezebel (wyd. Epic; Wielka Brytania poz. 58, Belgia poz. 28)
- 1989: Love Attack (wyd. Epic; Wielka Brytania poz. 28, Irlandia poz. 27)
- 1990: I Might (wyd. Epic; Wielka Brytania poz. 18, Austria poz. 26, Irlandia poz. 14, Belgia poz. 5, Holandia poz. 15)
- 1990: Yes I Do (wyd. Epic; Wielka Brytania poz. 60, Belgia poz. 27)
- 1990: Pink Champagne (wyd. Epic; Wielka Brytania poz. 59)
- 1990: My Cutie Cutie (wyd. Epic; Wielka Brytania poz. 75)
- 1990: The Best Christmas Of Them All (wyd. Epic; Wielka Brytania poz. 19, Irlandia poz. 22)
- 1991: I'll Be Home This Christmas (wyd. Epic; Wielka Brytania poz. 34)
- 1992: Radio (wyd. Epic; Wielka Brytania poz. 37)
- 2005: Trouble/This Ole House (wyd. Sony/BMG) (Wielka Brytania poz. 20, Irlandia poz. 44)
- 2007: Merry Christmas Everyone (Wielka Brytania poz. 22, Irlandia poz. 27)

### Albumy
- 1970: A Legend (wyd. Parlophone; LP i kaseta)
- 1971: I'm No J.D. (wyd. CBS; LP, kaseta i CD)
- 1972: Rockin' And Shakin’ (wyd. Contour; LP, kaseta i CD)
- 1973: Shakin’ Stevens & The Sunsets (wyd. Emerald; LP)
- 1978: Play Loud (wyd. Track; LP i kaseta)
- 1979: The Track Years (wyd. Media; LP, kaseta i CD)
- 1980: Take One (wyd. Epic; LP, kaseta i CD)
- 1980: Marie Marie (wyd. Epic; LP i kaseta)
- 1981: This Old House (wyd. Epic; LP, kaseta i CD)
- 1981: Shaky – Green Door (wyd. Epic; LP, kaseta i CD)
- 1982: Hot Dog (wyd. Epic; LP i kaseta)
- 1982: Give Me Your Heart Tonight (wyd. Epic; LP, kaseta i CD)
- 1983: The Bop Won't Stop (wyd. Epic; LP, kaseta i CD)
- 1984: Greatest Hits (wyd. Epic; LP, kaseta i CD)
- 1985: Lipstick Powder And Paint (wyd. Epic; LP, kaseta i CD)
- 1987: Let's Boogie (wyd. Epic; LP, kaseta i CD)
- 1988: A Whole Lotta Hits (wyd. Epic; LP, kaseta i CD)
- 1990: There's Two Kinds Of Music...Rock And Roll (wyd. Telstar; LP, kaseta, CD i VHS)
- 1991: Merry Christmas Everyone (wyd. Epic; LP, kaseta i CD)
- 1992: The Epic Years (wyd. Epic; kaseta, CD i VHS)
- The Singles Collection – The A & B Sides (4 CD Set) (wyd. Sony/BMG; cztery CD)
- 2005: The Collection/Collectable (wyd. Sony/BMG; CD i DVD: DK poz. 1 (PLATINUM), UK poz. 4 (GOLD), Irlandia poz. 12, Szwecja poz. 1 (GOLD), Nowa Zelandia poz. 22, Niemcy poz. 54, Austria poz. 61)
- 2007: Now Listen (wyd. Sony/BMG; CD: DK poz. 8)
- 2016: Echoes Of Our Times